# Dacus telfaireae
Dacus telfaireae är en tvåvingeart som först beskrevs av Mario Bezzi 1924.  Dacus telfaireae ingår i släktet Dacus och familjen borrflugor. Inga underarter finns listade i Catalogue of Life.